# Катаринин дворац
Катаринин дворац (рус. Екатерининский дворец) је рококо палата која се налази у граду Царско Село (Пушкин), 30 km јужно од Санкт Петербурга у Русији. То је била летња резиденција руских царева.

## Историја
Након Великог северног рата, Русија је обновила имање која се звало Saari Mojs (високо место) или Sarskaya Myza, које се налазило на брду на 65 метара надморске висине. Петар Велики је 1710. године дао имање својој жени Катарини I, у селу које се у почетку звало Сарское Село, а потом Царско Село. Камена палата Катарине I, коју је пројектовао Јохан Фридрих Браунстин, а саградио Јохан Ферстер, заменила је  1723. године, оригиналну дрвену кућу. Била је то двоспратна зграда са 16 соба, са државним коморама од сјајног алабастера, и таписеријама мануфактуре Гобелинс. Југоисточни део имања садржао је башту, коју је пројектовао Јан Росен, са терасама, каменим степеницама, парком, перголама и рибњацима, док се зверињак налазио на супротној од имања. 
Током владавине ћерке Петра Великог, царице Јелисавете, Михаил Земцов дизајнирао је нову палату, чија је изградња започела 1744. године. Године 1745. Земецов ученик, Андреј Квасов, радећи са Савом Чевакинским, проширио је палату на 300 метара. Нову палату су чинили средња кућа, два бочна крила, капела и конзерваторијум, све повезано са четири галерије са висећим баштама. Тада 1751. године, Бартоломео Растрели је предузео велики напор на обнови, интегришући неколико зграда, дајући палати карактеристичне снежно беле стубове, небескоплаве зидове, са позлаћеном штукатуром, куполама капела и скулптурама за које је било потребно скоро 100 кг злата. Растрелијев ентеријер темељио се на барокном стилу. Вајар Јохан Франц Дункер, мајстор позлате и сликар унутрашњости Ђузепе Валеријани, били су неки од истакнутих уметника који су учествовали у уређењу. Остале запажене собе су: Кинеска соба са кинеским порцеланом и Коромандел лакираним панелима, Соба портрета, Галерија светлости и Ћилибарска соба са ћилибарским панелима Андреаса Шулера. Пет предсобља су повезани са Великом салом, који мери 860 квадратних метара. Изградња је завршена 1756. године, и тада је палата обухватала 40 државних станова и више од 100 приватних и услужних просторија. Додата је Нова башта, док је Стари врт унапређен са продубљивањем Великог језера, повезаног са изворима удаљеним 6 км, додавањем тобогана, павиљона Ермитаж, Грото, Острво и Мон Бижу. 
Барокна архитектура уступила је место неокласицистичкој архитектури 1770-их, када је Царско Село постао летња резиденција двора Катарине Велике. Јуриј Велтен редизајнирао је јужну фасаду палате, док су бочна крила претворена из једноспратних у четвороспратнице. Главно степениште замењено је државним и приватним собама као што је Кинеска соба, украшена дизајном Чарлеса Камерона а ново степениште је изграђено у центру где је била Кинеска соба. Камеронови дизајни ентеријера из 1780-их укључују Арабескну собу, са арабескама осликаним на плафону, зидовима и вратима, док су грчки и римски класични мотиви коришћени на зидовима вертикалних плоча. Камеронова Лајонс соба користила је француску златножуту свилу на зидовима, док су врата, пећи и плоче користили лапис лазули са Бајкалског језера. Царичина Спаваћа соба користила је Ведгвуд јаспис бас-рељефе које су дизајнирали Џон Флакман и Џорџ Стабс. Плава соба, или "Snuff-box", на зидовима има уграђено бело и јарко плаво стакло. Ђакомо Кваренги дизајнирао је Собу огледала и Сребрну собу 1789. године, док су Растрелијеве висеће баште срушене 1773. године. 
Генерални план Василија Нејолова за Царски Село из 1768. године, разрадио је и реализовао 1771. године Јохан Буш. Антонио Риналди је додао Чесме стуб, Мореа стуб и Кагул обелиск у спомен на победника Руско-турског рата (1768—1774). Нејолови готички споменици укључују павиљоне Адмиралити, Ермитаж кухиња и Црвена (Турска) каскада, а кинески мотиви виде се на Шкрипавој пагади и Великом каприцу. Нејолови споменици у стилу раног класицизма, укључују Горње и Доње купатило. Нејолов је саградио Оперску кућу 1778-79. године. Камерон је  1780, додао Терме као део  "Грчко-римске рапсодије" Катарине Велике, и почео изградњу Кинеског села. Кварењи је додао музички павиљон и Церерин храм на острву Горњег језера. Његова Кухиња рушевина додата је поред Концертне сале. Нејолова Боболово палата је додата 1785, а 1790, Кварењи је саградио Александрову палату. Луиђи Руска је 1809. године, саградио Гранитну терасу. Године 1817. Стасов је саградио Тријумфални лук у знак сећања на руску одбрану од француске инвазије на Русију. Од 1851-1852. године Монигети је додао Турско купатило.
Након смрти Катарине Велике 1796. године, изградња парка је престала. Василиј Стасов обновио је штету насталу у пожару 1820. године, који је обухватио Растрелијеву капелу и припадајуће станове. У 1850-има, Андреј Стакеншнајдер украсио је таванице државне собе штукатурама и платнима из Ермитаж музеја. Иполито Монигети је 1860. године реконструисао централно степениште и главни трем. 
Када су се немачке снаге повукле након опсаде Лењинграда у Другом светском рату, намерно су уништили резиденцију,  остављајући иза себе само шупљу шкољку палате. Совјетски архивисти успели су да документују приличну количину унутрашњости пре рата, што се показало од великог значаја у обнови палате од 1957. године, коју је спровела Државна контролна комисија за очување споменика под руководством Александра Кедринског. 

## Изглед
Иако су неокласични ентеријери Стасова и Камерона невероватна манифестација укуса с краја 18. и почетка 19. века, палата је најпознатија по Растрелијевом делу свечаних соба познатих као Златна енфилада. Она почиње са пространом прозрачном салом, „Великеом двораном“ или „Салом светла“, са спектакуларним осликаним плафоном, и садржи бројне, карактеристично украшене мање собе, укључујући обновљену Ћилибарску собу . 
Велика дворана или Светлосна галерија, како су је звали у 18. веку, свечана је просторија у руском барокном стилу који је дизајнирао Бартоломео Растрели између 1752. и 1756. године.  Велика дворана била је намењена важнијим дочецима, попут балова, свечаних вечера и маскенбала. Дворана је обојена у две боје и простире се на површини од око 1.000 квадратних метара. Заузима целу ширину палате, прозори на источној страни гледају у парк, док прозори са западне стране гледају на трг испред палате. Увече се упали 696 лампи на десетак лустера који се налазе у близини огледала. Скулптурне и позлаћене резбарије и украси дворане настали су по Растрелијевим скицама и моделима Јохана Франца Дункера . 
Иза Велике дворане налази се Витешка соба за ручавање. Собу је средином 18. века дизајнирао Растрели. Мала соба осветљена је са четири прозора који гледају у формално двориште. Архитекта је ставио лажне прозора са огледалима и огледала на супротни зид, чинећи ходник пространијим и светлијим. Уређена у типичном барокном стилу ентеријера, дворана је испуњена позлаћеним зидним резбаријама, сложеним позлатама на вратима и украсним узорцима стилизованог цвећа. Плафон је осликао познати ученик Руске школе из средине 18. века. Заснован је на грчком миту о богу сунца Хелиоса и богињи зоре Еос .
Насупрот трпезарији, с друге стране Главног степеништа, налази се Бела свечана трпезарија. Коришћена је за свечане вечере које је приређивала царица. Зидови трпезарије били су украшени највећом екстраваганцијом позлаћене резбарије. Неки од комада намештаја који се данас могу видети у соби су оригинални, док су други репродукције.  Насликани мурал, Тријумф Аполона, копија је слике коју је у 16. веку насликао италијански уметник Гвидо Рени. 
Соба портрета је формални просторија површине 100 квадратних метара. Зидови собе красе велики свечани портрети царице Катарине I и царице Јелисавете Петровне, као и слике Наталије Алексејевне, сестре Петра Великог и царице Катарине Велике.  Украшени подови дворане направљени су драгоценог дрвета. Соба за цртање Александра I пројектована је између 1752. и 1756. године и припадала је царевом приватном просторијама. Сала за цртање издвојила се од осталих свечаних соба у палати због чињенице да су зидови били прекривени кинеском свилом . Други декор у соби био је типичан за свечане просторије палате - плафонски слике и позлаћена резбарија. Елегантни столови за картање и украшене дрвене комоде приказују јапански, кинески и берлински порцелан . 
Зелена трпезарија, која је 1773. заменила Растрелијев "висећи врт", прва је соба у северном крилу Катарининог дворца, коју је Камерон осмислио за будућег цара Павла и његову супругу. Зидови собе су у боји пистаћа са штуко фигурама Ивана Мартоса. Током великог пожара 1820. године, соба је била озбиљно оштећена, делећи тако судбину осталих Камеронових ентеријера. Касније је обновљена под Стасовим управом. 
Остали Камеронови ентеријери су: Конобарска соба са украшеним подом од ружиног дрвета, љубичастог дрвета и махагонија и елегантним столовима за картање марке Чипендејл ; Плава свечана трпезарија, са белим и плавим свиленим тапетама и димњацима од мермера из града Караре ; Кинеска плава соба за цртање, комбинација Адамовог стила и кинеског стила ; Хорско предсобље, са зидовима обложеним свилом боје кајсије; и будоир Александра I, изведен у помпејском стилу. 